# 大森滋
大森 滋（おおもり しげる、1980年または1981年 - ）は、主にポケットモンスターシリーズの複数のコンピュータゲームの開発を担当したことで知られているゲームデザイナーで、ゲームフリーク取締役兼開発二部長。

## 人物
大学中退後、専門学校でプログラミングを勉強し、2001年にゲームフリークに入社。
元漫画家志望であり、イラストを描くことができる。

## 作品
- 焼肉奉行 (2001年) - 企画
- ポケットモンスター ルビー・サファイア (2002年) - マップデザイン、ゲームデザイン
- ポケモンボックス ルビー&サファイア (2003年) - 企画
- ポケットモンスター ファイアレッド・リーフグリーン (2004年) - マップデザイン、ゲームデザイン
- ポケットモンスター ルビー・サファイア (2004年) - マップデザイン、ゲームデザイン
- スクリューブレイカー 轟振どりるれろ (2005年) - ゲームデザイン
- ポケモンレンジャー (2006年) - ゲームデザイン・スーパーバイザー
- ポケットモンスター ダイヤモンド・パール (2006年) - ゲームデザイン、シナリオ、マップデザイン統括者
- ポケットモンスター ハートゴールド・ソウルシルバー (2009年) - ゲームデザイン
- ポケットモンスター ブラック・ホワイト (2010年)
- ポケットモンスター X・Y (2013年) - プランニングディレクター
- ポケットモンスター オメガルビー・アルファサファイア (2014年) - ディレクター、シナリオ
- ポケットモンスター サン・ムーン (2016年) - ディレクター、プランニングディレクター
- ポケットモンスター ソード・シールド (2019年) - ディレクター[4]
- ポケットモンスター スカーレット・バイオレット (2022年) - ディレクター[5]